# 親愛なる僕へ殺意をこめて
『親愛なる僕へ殺意をこめて』（しんあいなるぼくへさついをこめて、英語: My Dearest Self with Malice Aforethought）は、原作：井龍一、作画：伊藤翔太による日本の漫画作品。『週刊ヤングマガジン』（講談社）にて2018年23号から2019年36・37合併号まで連載。その後、ウェブコミック配信サイト『コミックDAYS』（同社）に移籍し、2019年8月5日から2020年9月7日まで全97話が配信・連載された。2022年6月時点で累計部数は120万部を突破している。
連続殺人犯の父をもつ主人公が、知らぬ間に殺人事件に関係していることから展開していくサスペンス作品。
2022年10月5日から11月30日までフジテレビ系にて特撮テレビドラマ化された。

## あらすじ
20歳の大学生・浦島エイジは、ある朝目覚めると、同じ大学でミスキャン候補と噂される美女・雪村京花が隣で寝ていた。京花がいうには、エイジから告白されて、二人は付き合っているのだという。エイジには直前の数日間の記憶がなく、まるで日付が飛んだような感覚に陥る。付き合い始めた経緯こそよくわからないものの、エイジは京花との関係を受け入れ、彼女と交際することにした。
数日後、自宅に帰りついたエイジたちを、エイジの過去につきまとう雑誌のライターが待ち伏せていた。ライターは、エイジが15年前の女子大生連続猟奇殺人事件の犯人である「殺人鬼LL 」・八野衣真の息子であるという秘密を、京花にバラしてしまう。だが、京花は「お父さんはお父さん、エイジ君はエイジ君」と、その事実さえも受け入れてくれたのだった。そして、童貞のエイジが京花と初めて結ばれようというまさにその時、エイジは思いがけない言葉を彼女の口から聞く。「何言ってんの、昨日も“した”じゃん。」……そう、日付が飛ぶ現象が、またしてもエイジの身に起きていたのだ。この出来事と前後して、周囲の友人たちから、身に覚えのない自分のおかしな行動を次々と指摘されるようになり、エイジは不安を感じ始めるようになっていく。
そんなある日、エイジは、同じ授業を受けている無口な女子・真明寺麗から、自身に「二重人格」の疑いがあることを指摘される。困惑するエイジに、麗はエイジがこのまま殺人鬼の息子である事実に立ち向かおうとせず、そこから目を逸らして逃げ続ければ、いずれ取り返しのつかない大変なことが起こるだろうと警告する。
すると、その麗の警告が的中するかのように、エイジの部屋の押し入れからは、数千万円もの大金と血まみれの金属バットが見つかる。そして、まるでエイジの父・「殺人鬼LL」の起こした凶悪事件を模倣したかのような、女子大生・畑中葉子が惨殺される事件が起こる。

## 登場人物

### 主要人物
浦島 エイジ（うらしま エイジ）
本作品の主人公。大学生。自分の記憶が数日飛んでいたことをきっかけに、自分を二重人格者ではないかと疑う。実の父親が連続猟奇殺人事件の容疑者であり、周囲にその事実を隠している。
B一（ビーイチ） / 八野衣 エイジ（はちのい エイジ）
エイジのもう一人の人格。「B一」という呼び名は、エイジの名前をもじって麗が名付ける（A→B、2→1）。父である八野衣真の冤罪を信じて独自に調査を進めている。エイジとは正反対に冷静で喧嘩に強い。
雪村 京花（ゆきむら きょうか）
本作品のヒロイン。大学生。今年度の大学のミスコンテストに、候補者としてエントリーするほどの美人。エイジの過去を受け入れて彼女になる。
真明寺 麗（しんみょうじ れい）
本作品のもう一人のヒロイン。大学生。無口で、いつも一人でいる。エイジが二重人格者であることを見抜く。LL事件に何らかの関係があり、エイジ・B一に協力する。
八野衣 真（はちのい まこと）
エイジの実の父親。15年前、LL事件の容疑者として追われた末に焼死を遂げる。それ以前にも少年事件で殺人を犯しており、保護司である浦島亀一に世話をされていた。
柏木（かしわぎ）
大学生。エイジの親友。コンビニでアルバイトをしている。
佐井 社（さい やしろ）
半グレ集団SKALLのリーダー。LLを信奉している殺人鬼。表向きのクラブ経営を隠れみのに、管理売春等の犯罪を仕切っている。
白菱 正人（しらびし しょうと）
大学教授。娘をLL事件の最後の被害者として惨殺されている。B一に協力している。
浦島 亀一（うらしま きいち）
小説家・テレビドラマの脚本家。ボランティアで始めた保護司として、真と知り合う。LL事件の後、養父としてエイジを引き取って育てる。
浦島 乙（うらしま おと）
亀一の娘。エイジの義姉。ひきこもり。
畑中 葉子（はたなか ようこ）
佐井が仕切る管理売春で働かされている売春婦。B一に協力していたが何者かに殺される。
桃井（ももい）
警部。エイジを追う女刑事。駆け出しのころに、LL事件の捜査本部に参加していた。
猿渡 敬三（さるわたり けいぞう）
桃井の上司、警視。畑葉子殺害事件を捜査する管理官。かつて桃井と組んでおり、LL事件でも一緒に真を追っていた。

## 書誌情報
- 井龍一（原作）、伊藤翔太（作画） 『親愛なる僕へ殺意をこめて』 講談社〈ヤンマガKCスペシャル〉、全11巻
  1. 2018年9月6日発売[講 1]、ISBN 978-4-06-512807-7
  2. 2018年12月6日発売[講 2]、ISBN 978-4-06-513845-8
  3. 2019年2月6日発売[講 3]、ISBN 978-4-06-514558-6
  4. 2019年5月7日発売[講 4]、ISBN 978-4-06-515468-7
  5. 2019年8月6日発売[講 5]、ISBN 978-4-06-516729-8
  6. 2019年10月4日発売[講 6]、ISBN 978-4-06-517293-3
  7. 2020年1月8日発売[講 7]、ISBN 978-4-06-518219-2
  8. 2020年3月11日発売[講 8]、ISBN 978-4-06-518838-5
  9. 2020年6月10日発売[講 9]、ISBN 978-4-06-519990-9
  10. 2020年9月9日発売[講 10]、ISBN 978-4-06-520687-4
  11. 2020年11月11日発売[講 11]、ISBN 978-4-06-521378-0

## テレビドラマ
2022年10月5日から11月30日まで、フジテレビ系「水曜22時枠」にて放送された。主演は山田涼介。

### あらすじ（テレビドラマ）
2022年10月18日、大学生の浦島エイジは、お気楽な友人たちや美人で優しい恋人雪村京花と共に平凡な大学生活を送っていた。しかしある朝、目覚めると昨日までの3日間の記憶がないことに気付く。その間に猟奇殺人事件が発生し、畑葉子という女性が殺害されていた。畑葉子殺害事件の手口は、15年前に世間を震撼させた連続猟奇殺人鬼・LLのものと酷似していた。エイジを訪ねた刑事の一人・桃井薫は、エイジと葉子が交際関係にあること、エイジの実父が連続殺人犯LLこと八野衣真であることを指摘する。エイジはLL事件後に八野衣真の保護司であった浦島亀一の養子になっていたのである。エイジは記憶がない間の自身の行動履歴から、自らが解離性同一症（二重人格）である可能性に気づく。いくつかの物的証拠・状況証拠は、エイジの別人格が畑葉子殺害の犯人である可能性を示唆していた。エイジはB一と名付けた自らの別人格の目的を探り、自分にかけられた容疑を晴らそうとする。
B一は、人格が交代している間に、畑葉子が働いていたデートクラブ「アリス」を経営する半グレ集団「SKALL（スカル）」に何らかの目的で接近し、畑葉子と恋人関係になっていた。B一の行動に巻き込まれる形で「スカル」の集会に顔を出したエイジは、スカルのリーダー・サイらとの会話を通して真相に近づいていく。葉子の親友であり、共に「アリス」で働いていた女性ナミと協力関係になったエイジは、LL事件の5人目の被害者・白菱凛の父親であり、葉子の客であった男・白菱正人の存在にたどり着く。白菱の証言から畑葉子殺害の真犯人がサイである可能性に逹したエイジであったが、時を同じくして京花がサイに誘拐されてしまう。サイの目的はB一に奪われた現金と「アリス」の顧客リストをエイジから取り戻す事であった。エイジの機転により、エイジと京花は危機を脱するが、その過程でサイは駆けつけた桃井に射殺され、真相の細部は闇の中となってしまう。
京花に全てを打ち明け、B一の真意を探り始めたエイジは、やがて京花自身の過去と心の闇に触れる。京花は幼少時、実の母親に虐待されていた。京花の過去を受け入れる事を決意し、その想いを彼女へ伝えたエイジに対し、京花は衝撃の告白を始める。15年前の2007年3月29日、殺人鬼LLにより、京花の実姉・白菱凛が殺害され、家庭が崩壊した事で彼女は虐待から解放されたのであった。この経験から京花はLLの狂信者となっており、エイジに近づいたのもエイジが父親と同様に殺人鬼として誰かを「救う」者になる事を期待したためであった。しかし、エイジが期待通りの行動を起こさない事から、実父である白菱正人に圧力をかけ、葉子を誘拐させたうえでLLの手口を模倣し、拷問・殺害したのであった。真実を受け入れられないエイジに京花は「今からエイジ君を殺すね」と告げるが、意識を失った彼が次にB一の人格として目を覚ましたとき、京花は血を流して倒れており、B一の手には凶器と思しき刃物が握られていた。
現場から逃亡したB一は、半ば脅迫的にナミの援助を取り付け、逃亡・潜伏を開始する。自らを八野衣エイジと名乗るB一は、LL事件の真犯人は父・真ではないと考えており、自らの真の目的は真犯人への復讐であるとナミに明かす。さらにB一は、復讐に生きる「B一」こそが彼の主人格であり、ナミが知る「エイジ」は彼が苦痛から逃れるために15年前に生み出した別人格にすぎないと言い放つのであった。
一命を取り留めた京花の病室に侵入したB一に、意識を取り戻した京花は「LLが戻ってきた」と告げる。
ナミを尾行してB一らの潜伏先に辿り着いた桃井は、八野衣真が冤罪であると考えていること、警察内部の人間が事件に関係している可能性がある事をB一に明かす。B一は桃井の上司である猿渡敬三こそが父・真を殺害した犯人と断定、さらに彼が真犯人LLである可能性があると考え、桃井の手引きで彼と対決するが、それは桃井と猿渡の罠であり、2人の目的は真相の一端に辿り着いたB一と協力者・ナミを始末する事にあった。桃井は同性愛者であり、LL事件当時、LLが経営するデートクラブの女性と関係を持った事でLLに脅迫されていた。真がLLであると決め付けて疑わなかった猿渡は、桃井を守るため、八野衣真の目撃情報の報告を遅らせ、その潜伏先に単身で乗り込み、彼を殺害したのであった。桃井はその真相に自力で辿り着いており、彼女もまた、自らの名前が載った「顧客リスト」を隠ぺいするために罪を重ねていた。サイの射殺も、彼の口から秘密が漏れる事を恐れた事による故意的なものであった。B一とのもみ合いの中で刺された桃井は、全てから解放されたように橋から身を投げる。猿渡もまた失意の中ピストル自殺する。
B一は京花の足取りを調べ、白菱凛が事件当時働いていたスナックのママ・オバタサチを訪ねる。同じ頃、病院で京花が再び襲われ、記録映像からエイジの義姉・浦島乙が逮捕される。乙はエイジが浦島家の養子になった事で、エイジ中心の家庭となったこと、B一の存在と目的に気づいたために彼から脅迫されていた事に対する復讐の機会を待っていたと話す。
全ての真相に辿り着いたB一は浦島家を訪れ、亀一と対面し、彼がLL事件の以前から痛みの感覚を失っており、そのために頻繁に怪我をしている事を指摘する。B一は養父・浦島亀一こそが真犯人・殺人鬼LLであると考えていた。オバタサチから預かった写真を示し、凛が小樽で殺されたこと、当時小樽を家族旅行で訪れていた亀一に当初のアリバイは成立せず犯行が可能である事を指摘し、亀一は認める。亀一はB一の目的を全て知った上で彼を養子にし、彼に殺される事で痛みを取り戻すことを期待していた事を明かす。しかし、B一は亀一を殺さなかった。現場に駆けつけた警察により逮捕されたB一は、亀一が自身をLLであると認める会話の録音を刑事に渡す。
2023年10月、雪村京花による畑葉子殺害の裁判で、B一は検察側の証人として証言台に立つ。そこでB一は京花によるもう一つの殺人、「浦島エイジという人格の殺害」の罪を明らかにする。京花の行動原理が「エイジ」を取り戻す事にあったこと、それを不可能にしたのは「エイジ」という人格を殺害した彼女自身である事を指摘し、京花に悔悟の念を抱かせるのであった。
2024年10月7日、罪を償い出所した頃、エイジの「死」による人格の統合を経て、B一の中にはエイジとしての記憶や性格の一部が戻り始めていた。そんなB一の何気ない仕草を見たナミは、彼の中に「エイジ」が確かに生きている事を実感するのであった。

### 原作との違い
- 原作の真明寺麗が登場しない。原作ではモブキャラクターであったナミの設定が拡張され、真明寺の役割の大部分を引き継ぎ、エイジ（B一）の助手役として活躍する。
- 真明寺が登場しないことに伴い、真犯人LLのアリバイトリックの一部が異なる。
- 雪村京花の生家での事件でB一が逮捕されず、逃亡に成功する。これに伴い、原作では拘置所内・裁判所で行われる会話やストーリー展開の一部が、B一の逃亡・潜伏先で展開される。
- 原作では描かれなかった浦島乙のその後が示唆されるシーンがある。
- 「驚くと無意識に耳を触る」というエイジの癖が、単に「無意識に耳を触る」というものに変更されている。
- 日付の設定が放送当時(2022年10月〜)のものに変更された。これによりドラマ内の日付の進行は現実の日付の進み具合と近しいものになっている。

### キャスト

#### 主要人物
浦島エイジ
演 - 山田涼介 （幼少期：小山蒼海）
明京大学の大学生。浦島亀一の養子。実の父親・八野衣真は連続猟奇殺人事件の容疑者。
B一（ビーイチ） / 八野衣 エイジ（はちのい エイジ）
エイジのもう一人の人格。
ナミ
演 - 川栄李奈
半グレ集団「スカル」が運営するデートクラブ「アリス」で働く女性。
生前の畑葉子とは親友であった。
交際関係にあった「スカル」メンバーと共にサイに折檻されているところをエイジの機転で救われ、エイジ／B一との交流が始まる。
原作では上述の折檻シーンを始めいくつかのシーンにのみ登場するモブキャラクターであるが、ドラマ版では原作の真明寺麗の設定を内包するオリジナルキャラクターとしてエイジおよびB一のサポート役を務めることとなる。
雪村京花
演 - 門脇麦（幼少期：志水心音）
エイジと同じ明京大学に通う女子大生。
ドラマ版におけるすべての事件に関わった人物であり、その正体はすべての事件に関係するもう一人の黒幕で、もう一人の真犯人。
白菱正人
演 - 佐野史郎
帝東大学の教授。

#### エイジの家族
浦島亀一
演 - 遠藤憲一（幼少期：小林空叶）
エイジの養父。エイジの実父・八野衣真の保護司であった。
エイジと対立していた殺人鬼・LLの正体であり、今回の事件の真犯人にして黒幕。
浦島珠代
演 - 阿南敦子
エイジの養母。
浦島乙
演 - 夏子（幼少期：浅田芭路）
エイジの義姉。
八野衣真
演 - 早乙女太一
エイジの実父。15年前に発生した連続殺人事件の犯人とされている。別名「殺人鬼・LL」。警察に追い詰められ、焼身自殺を図ったとされているが、実は別荘で猿渡にロープで括り付けられ、猿渡ともみ合いになって気絶し、猿渡が別荘の一部にガソリンをまいて蝋燭に火をつけ、何らかの原因で蝋燭の火がガソリンに着火してしまい、自らが目覚めた時は別荘が火事になっていた事に気づき、別荘から出ようと火だるまになってしまい、逃げ切れずに死亡した。
八野衣真美
演 - 都丸紗也華
エイジの実母。世間の批判の声に耐えられなくなり、首を吊って自殺した。

#### 警察関係者
桃井薫
演 - 桜井ユキ
刑事。新人時代に15年前の連続殺人事件を担当している。実は5年前に売春クラブ「ホワイトラビット」の社長・花坂を殺害した真犯人であり、それを知ったB一はもみ合いとなり、腹部にサバイバルナイフで刺される。B一にサバイバルナイフで刺された後、自力で橋から飛び降りて自殺した。
猿渡敬三
演 - 髙嶋政宏
警視庁の管理官。桃井の上司。実は15年前に真を殺人鬼・LLと指摘し、放火で殺害した真犯人であり、桃井を失った時はB一とナミの目の前で拳銃自殺した。
犬飼
演 - 岩男海史
桃井とコンビを組む刑事。
鑑識官
演 - 福澤重文（第1話）

#### SKALL（スカル）
半グレ集団
佐井社
演 - 尾上松也
リーダー。通称「サイ」。デートクラブ「アリス」の経営者。駆けつけた桃井に拳銃で撃たれて死亡した。
ダム
演 - 宮澤佑
江口
演 - 才川コージ
佐伯ヒロカズ
演 - 堀丞
西
演 - 小島久人
沢井
演 - 町田悠宇

王川
演 - 三木崇史

ドド
演 - 續木淳平

その他メンバー
演 - 塩崎翔太
演 - 高尾悠希
演 - 新井優也
演 - 椎名寛太

#### 周辺人物
雪村真須美
演 - 高橋ひとみ
雪村京花の母。
サトル
演 - はじめしゃちょー
エイジの大学の友人。
柏木
演 - 岩本晟夢
エイジの大学の友人。
畑葉子
演 - 浅川梨奈
ナミの友人。何者かに殺される。原作における畑中葉子である。
白菱凜
演 - 工藤美桜
白菱正人の娘。連続殺人事件の被害者。

#### ゲスト
第1話
司会
演 - 金剛地武志
ワイドショー司会者。
図書館司書
演 - 藤本静
B一が調べものをしていた図書館の司書。
学生食堂の大学生
演 - 山脇辰哉、押田岳
喫茶店Y店長
演 - 津村和幸
B一が畑葉子と会っていた喫茶店の店長。
倉持ミク
演 - 黒木麗奈（第2話・第8話・第9話）
殺人鬼LLの被害者。
　
第2話
学生
演 - 中川紅葉、大熊花名実
教室で噂話をする。
　
第4話
高橋
演 - 梅沢昌代
雪村京花が幼少期を過ごした児童養護施設 エルロイ's ホーム職員。
野島
演 - ジャン・裕一（第5話・第6話・第9話）
西宮メンタルクリニック医師。
病院スタッフ
演 - 池津祥子（役名：瀬川）、風見梨佳
西宮メンタルクリニック。
桜井
演 - 森下能幸（第5話）
西宮メンタルクリニック患者。B一と京花が一緒に診察に来ていたとエイジに話す。
助手
演 - 柾賢志
白菱の部下。ナミが居る白菱の部屋に入ってくる。
　
第6話
花坂トオル
演 - 遠藤雄弥（第7話）
売春クラブ「ホワイトラビット」運営会社の社長。5年前に顧客リストを持って姿を消したが、実は駐車場で駆けつけた桃井にブロック塀で殴られて死亡した。
山勝
演 - 宮河愛一郎
「ホワイトラビット」の元従業員。
警察官
演 - 長友郁真
スピード違反摘発でナミの運転する車を止める。
ユカリ
演 - 北澤舞悠
CLUB LUSTSのホステス。畑葉子の友達。
花坂の妻
演 - 町田マリー
B一に夫が残した荷物を見せる。
関東医療センター
負傷した雪村京花が入院する病院
医師
演 - 中川あきら
看護師
演 - 今藤洋子、川畑光瑠（第8話）
警察官
演 - 辻京太
雪村京花の病室の警備をしていたが睡眠薬入りコーヒーを飲んで眠ってしまう。
レポーター、キャスター
演 - 笠井美穂、石坂美樹、村山千代（第3話）
　
第7話
老婦人
演 - 金沢きくこ
15年前「八野衣真らしき人物を近くの別荘地で見掛けた」と警察に通報した。
女性職員
演 - 市原茉莉
秩父中央警察署女性職員。目撃者の老婦人に最初に対応する。
係長
演 - 画大
15年前の秩父中央警察署・係長。
刑事
演 - 鈴木悠貴
15年前、桃井にLLからの脅迫状が入った郵便を届ける。
警察官
演 - 藤井仁人
秩父中央警察署。15年前に猿渡敬三に八野衣真を見たという老婦人が署に来ていると伝える。
　
第8話
オバタサチ
演 - あめくみちこ
栃木県塩沼市益沢町若塚のスナック「路」のママ。LL事件当時小樽のスナック「幸」のママをしており、そこでマナという偽名で働いていた白菱凛のことを京花とエイジに話す。
刑事
演 - 塩顕治
雪村京花の入院する病院に詰めていたが、火災警報器が鳴っている間に京花が襲われてしまった。
リポーター
演 - 水谷悠莉
浦島乙の逮捕事件をリポートする。
留置所係員
演 - 得田舞美
乙に会いに来た亀一に、乙は面会拒否だと伝える。
　
第9話
検察官
演 - 佐伯新
雪村京花被告の殺人および死体遺棄事件の検察官。
裁判官
演 - 矢嶋俊作
雪村京花被告の殺人および死体遺棄事件の裁判官。
母、娘
演 - あこ、吉原悠莉
刑務所の前に咲くキンモクセイを見上げる。

### スタッフ
- 原作 - 原作：井龍一、作画：伊藤翔太『親愛なる僕へ殺意をこめて』（講談社『ヤングマガジン』刊）
- 脚本 - 岡田道尚
- 音楽 - ☆Taku Takahashi（m-flo）
- 主題歌 - Hey! Say! JUMP「ウラオモテ」（ジェイ・ストーム）[14][64]
- 警察監修 - 大澤良州
- 医療監修 - 山本晶督
- 法律監修 - 阪口采香（an法律事務所）
- 総合演出 - 松山博昭
- 演出 - 西岡和宏、浅見真史、保坂昭一
- プロデューサー - 草ヶ谷大輔
- 制作著作 - フジテレビ

### 放送日程
| 第1話                                                                       | 10月05日 | 予測不能の二重人格サスペンスがついに開幕!    | 松山博昭          | 4.5% |
| 第2話                                                                       | 10月12日 | 浮上する新たな容疑者! 手に汗握る命懸けの潜入 | 松山博昭          | 3.5% |
| 第3話                                                                       | 10月19日 | 第一章完結! 恋人に魔の手! 早くも誰かが消える | 西岡和宏          | 3.7% |
| 第4話                                                                       | 10月26日 | 新章スタート! また一人、誰がか消える…!       | 浅見真史          | 3.6% |
| 第5話                                                                       | 11月02日 | ついに犯人が明らかに!                        | 松山博昭          | 3.9% |
| 第6話                                                                       | 11月09日 | 復讐編が開幕!                                | 松山博昭 西岡和宏 | 3.4% |
| 第7話                                                                       | 11月16日 | 父親を殺したのは誰だ!?                       | 保坂昭一          | 4.4% |
| 第8話                                                                       | 11月23日 | ついに殺人鬼・LLの正体が明らかに!            | 西岡和宏          | 2.5% |
| 最終話                                                                      | 11月30日 | ついに衝撃の最終回!                          | 松山博昭          | 4.7% |
| 平均視聴率 3.8%（視聴率はビデオリサーチ調べ、関東地区・世帯・リアルタイム） |          |                                              |                   |      |

- 初回は22時 - 23時09分の15分拡大放送。
- 第8話は『2022 FIFAワールドカップ  モロッコ× クロアチア』の放送（18時40分 - 21時10分）に伴う特別編成により10分繰り下げられ、22時10分 - 23時04分の放送。

| フジテレビ系列 水曜10時枠の連続ドラマ | フジテレビ系列 水曜10時枠の連続ドラマ                 | フジテレビ系列 水曜10時枠の連続ドラマ          |
| 前番組                                | 番組名                                                | 次番組                                         |
| ------------------------------------- | ----------------------------------------------------- | ---------------------------------------------- |
| テッパチ! （2022年7月6日 - 9月14日）  | 親愛なる僕へ殺意をこめて （2022年10月5日 - 11月30日） | スタンドUPスタート （2023年1月18日 - 3月29日） |

### 講談社コミックプラス
以下の出典は講談社コミックプラス（講談社）内のページ。書誌情報の発売日の出典としている。
1. ↑  “『親愛なる僕へ殺意をこめて（1）』（井龍一，伊藤翔太）”. 講談社コミックプラス.   講談社. 2020年3月11日閲覧。
2. ↑  “『親愛なる僕へ殺意をこめて（2）』（井龍一，伊藤翔太）”. 講談社コミックプラス.   講談社. 2020年3月11日閲覧。
3. ↑  “『親愛なる僕へ殺意をこめて（3）』（井龍一，伊藤翔太）”. 講談社コミックプラス.   講談社. 2020年3月11日閲覧。
4. ↑  “『親愛なる僕へ殺意をこめて（4）』（井龍一，伊藤翔太）”. 講談社コミックプラス.   講談社. 2020年3月11日閲覧。
5. ↑  “『親愛なる僕へ殺意をこめて（5）』（井龍一，伊藤翔太）”. 講談社コミックプラス.   講談社. 2020年3月11日閲覧。
6. ↑  “『親愛なる僕へ殺意をこめて（6）』（井龍一，伊藤翔太）”. 講談社コミックプラス.   講談社. 2020年3月11日閲覧。
7. ↑  “『親愛なる僕へ殺意をこめて（7）』（井龍一，伊藤翔太）”. 講談社コミックプラス.   講談社. 2020年3月11日閲覧。
8. ↑  “『親愛なる僕へ殺意をこめて（8）』（井龍一，伊藤翔太）”. 講談社コミックプラス.   講談社. 2020年3月11日閲覧。
9. ↑  “『親愛なる僕へ殺意をこめて（9）』（井龍一，伊藤翔太）”. 講談社コミックプラス.   講談社. 2020年6月10日閲覧。
10. ↑  “『親愛なる僕へ殺意をこめて（10）』（井龍一，伊藤翔太）”. 講談社コミックプラス.   講談社. 2020年9月9日閲覧。
11. ↑  “『親愛なる僕へ殺意をこめて（11）』（井龍一，伊藤翔太）”. 講談社コミックプラス.   講談社. 2020年11月11日閲覧。